# Dian-Reich

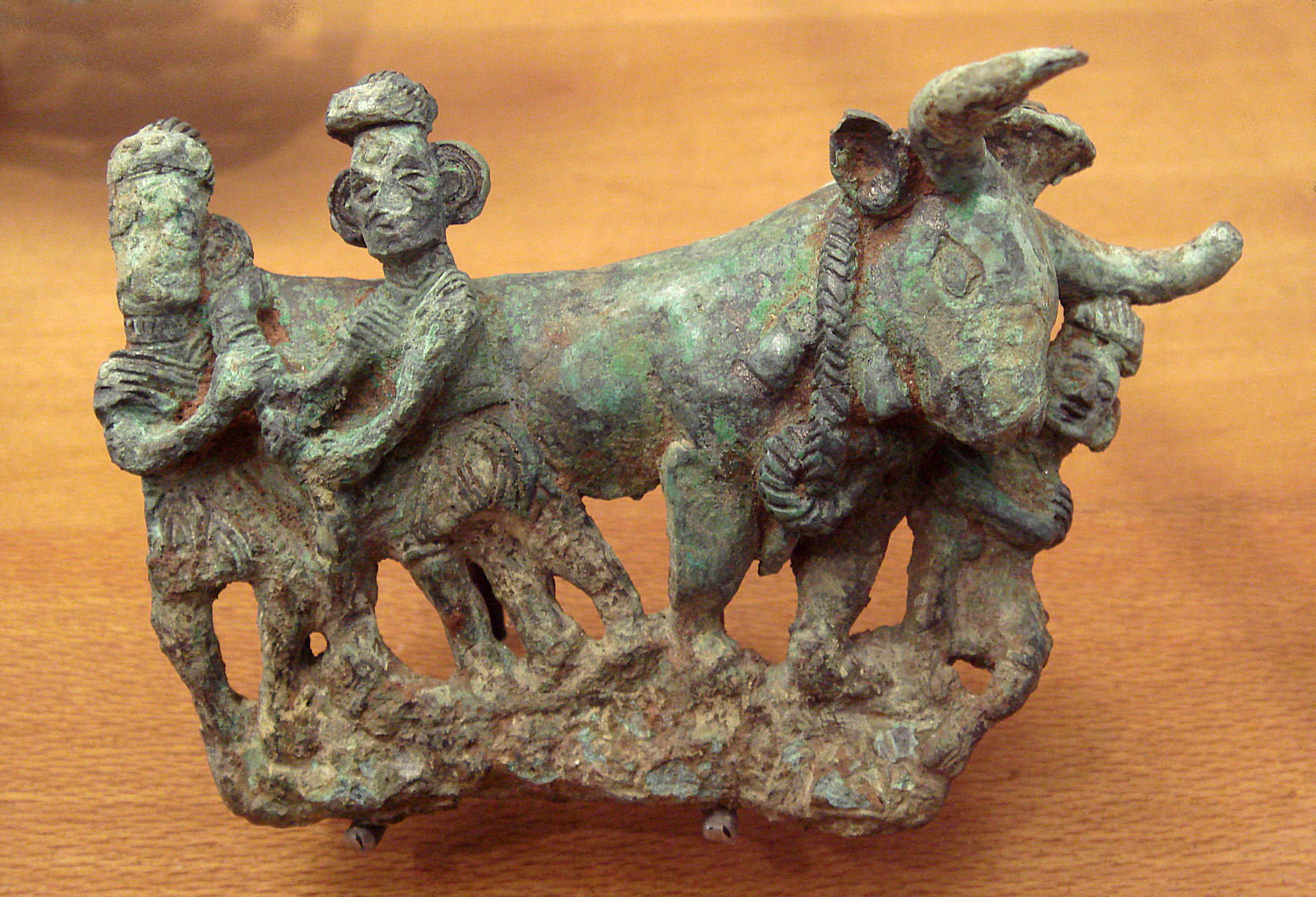
Bronzearbeit der Dian-Leute, 3. Jh. v. Chr.

Das Dian-Reich (Chinesisch: 滇國 oder 滇王國) zählte zu den eigenständigen Kulturen im Süden des heutigen China, die zur Zeit der Han-Dynastie annektiert wurden. Es wird in den Han-Quellen kurz erwähnt. Seine Existenz wurde durch Grabungsfunde in Shizhaishan (Begräbnisstätte im Osten des Kunming-Sees, ca. 50 Gräber, u. a. Königssiegel) zwischen 1955 und 1960 bestätigt. 
Der Staat bestand zumindest vom 3. bis zum 1. vorchristlichen Jahrhundert, und das politische Zentrum war die Ebene von Kunming in der heutigen Provinz Yunnan. Die Nachbarn waren insbesondere die Yelang-Stämme, die Kunming-Stämme im Westen Yunnans und die Chinesen um Chengdu (auch: Shu). 
Die Wirtschaft beruhte auf Großviehzucht, Ackerbau und Handel, wobei die damaligen Handelsgüter der Region Pferde, Sklaven und langhaarige Rinder waren. Weiterhin hatte das Dian-Reich neben seiner Tierhaltung reichlich Bodenschätze wie Salz und Metalle vorzuweisen. 
Es wird erwähnt, dass sich der Chu-Offizier Zhuang Qiao nach einem abgebrochenen Kriegszug in diese Region (zwischen 339 und 328 v. Chr.) zum unabhängigen König von Dian machte. Aufgrund des Vormarsches von Qin wurde das Königreich Zhuang Qiaos isoliert. 
Kurz nach 122 v. Chr. sandten die Chinesen eine Bande, um den Weg nach Shendu (d. h. Indien) auszukundschaften, aber der Dian-König setzte sie für mehrere Jahre fest. Nach der Einigung mit den Yelang-Stämmen führte Han-China dann 109 v. Chr. einen Feldzug gegen Dian und zwang es in die Vasallenpflicht, errichtete dort die Yizhou-Kommandantur.
Der König Dians behielt seinen Titel bis zur Zeit von Kaiser Zhao, in der sich die Kunming-Stämme erfolglos gegen die Han erhoben (86 und 83 v. Chr.). Infolge einer Rebellion wurde der Königstitel später beseitigt. 
Ausgrabungsstätten wie Shizhaishan, Lijiashan haben eine feingliedrige Bronzekunst vorzuweisen, deren Szenen Rückschlüsse auf das tägliche Leben der Dian-Leute zulassen. Man sieht bzw. vermutet in der Kunst fremde Einflüsse, etwa von Chinesen, aus Dong-son (Bronzekultur in Nordvietnam) und von den nördlichen Nomaden („skythisch?“).